# Jüdischer Friedhof (Mořina)

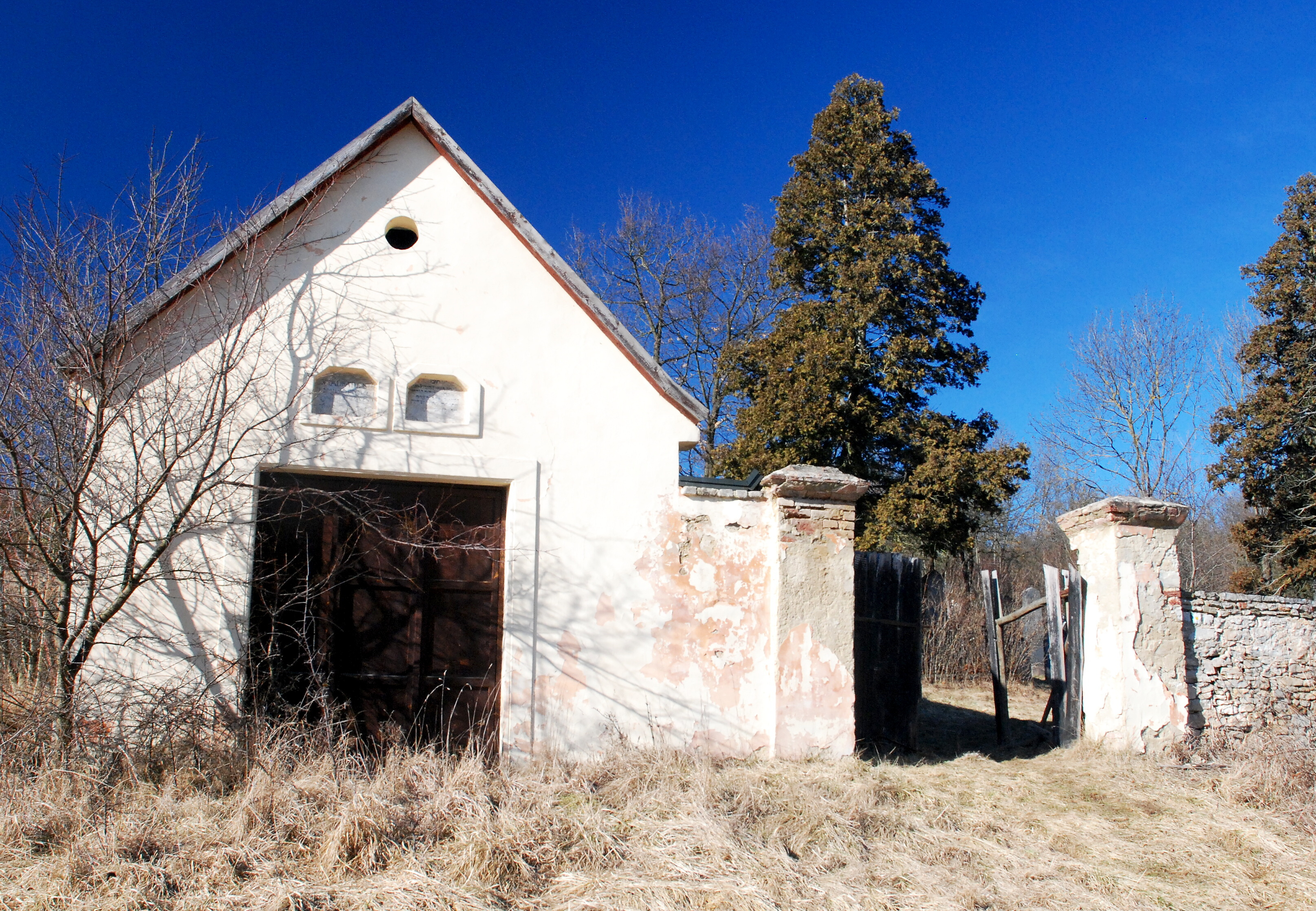
Eingang zum jüdischen Friedhof in Mořina und Taharahaus

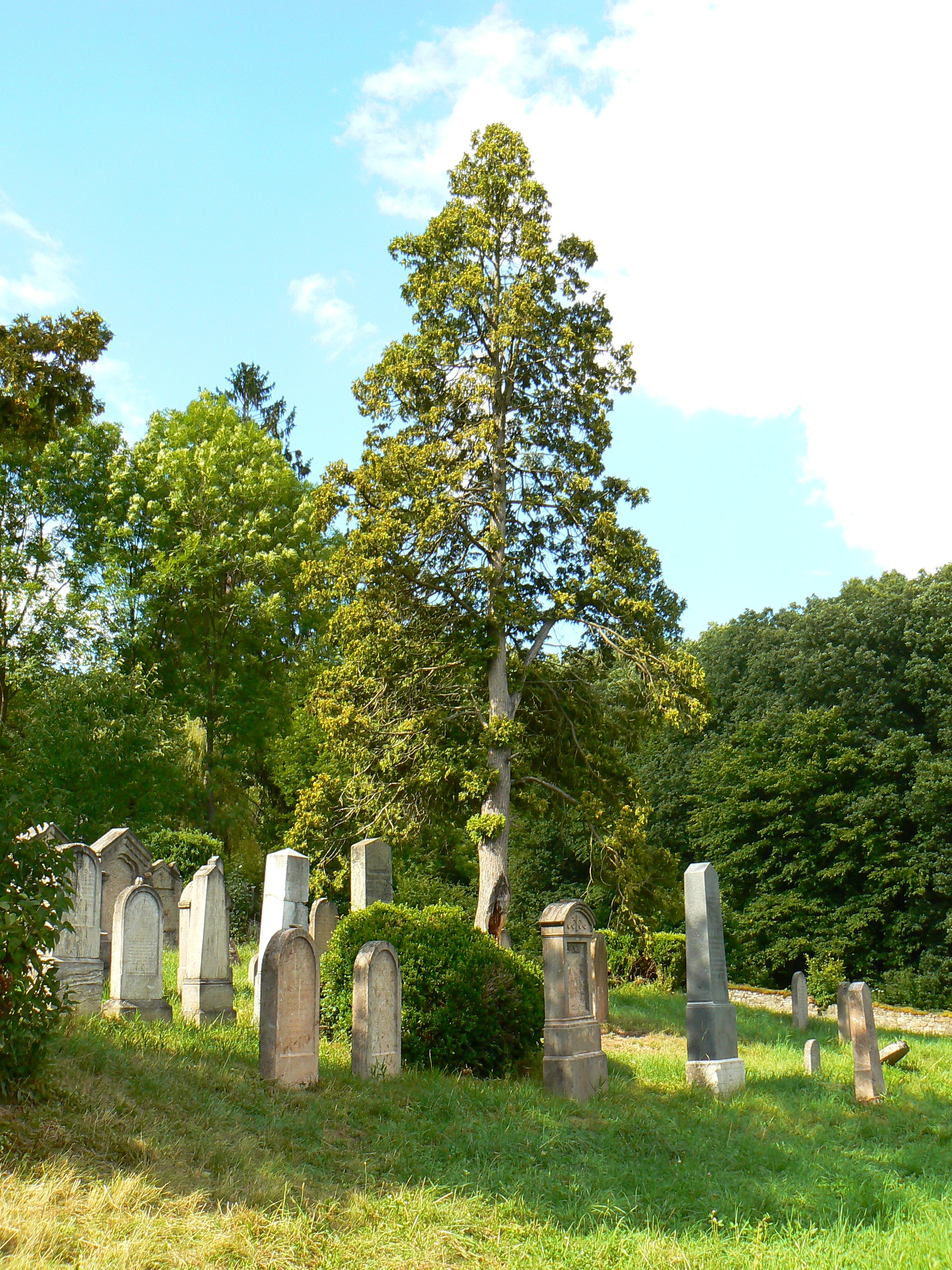
Ansicht des Friedhofs

Der Jüdische Friedhof in Mořina (deutsch Groß Morschin, auch Groß Morzin), einer tschechischen Gemeinde im Okres Beroun in der Mittelböhmischen Region, wurde 1735/36 errichtet. Der jüdische Friedhof ist seit 1988 ein geschütztes Kulturdenkmal.
Der älteste Grabstein stammt aus dem Jahr 1741. Heute befinden sich noch circa 200 Grabsteine auf dem Friedhof.

## Symbole auf Grabsteinen

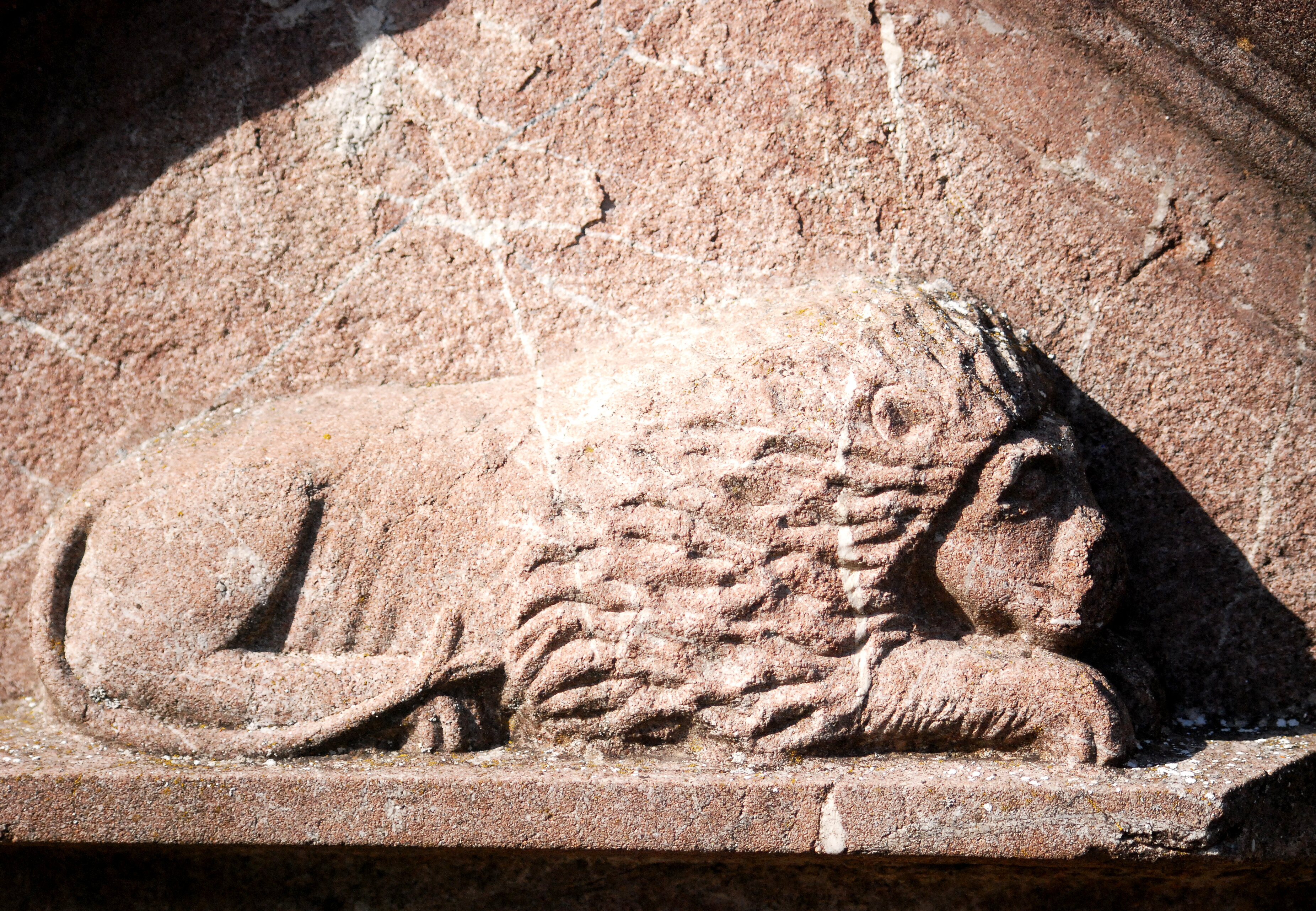
Löwe Judas
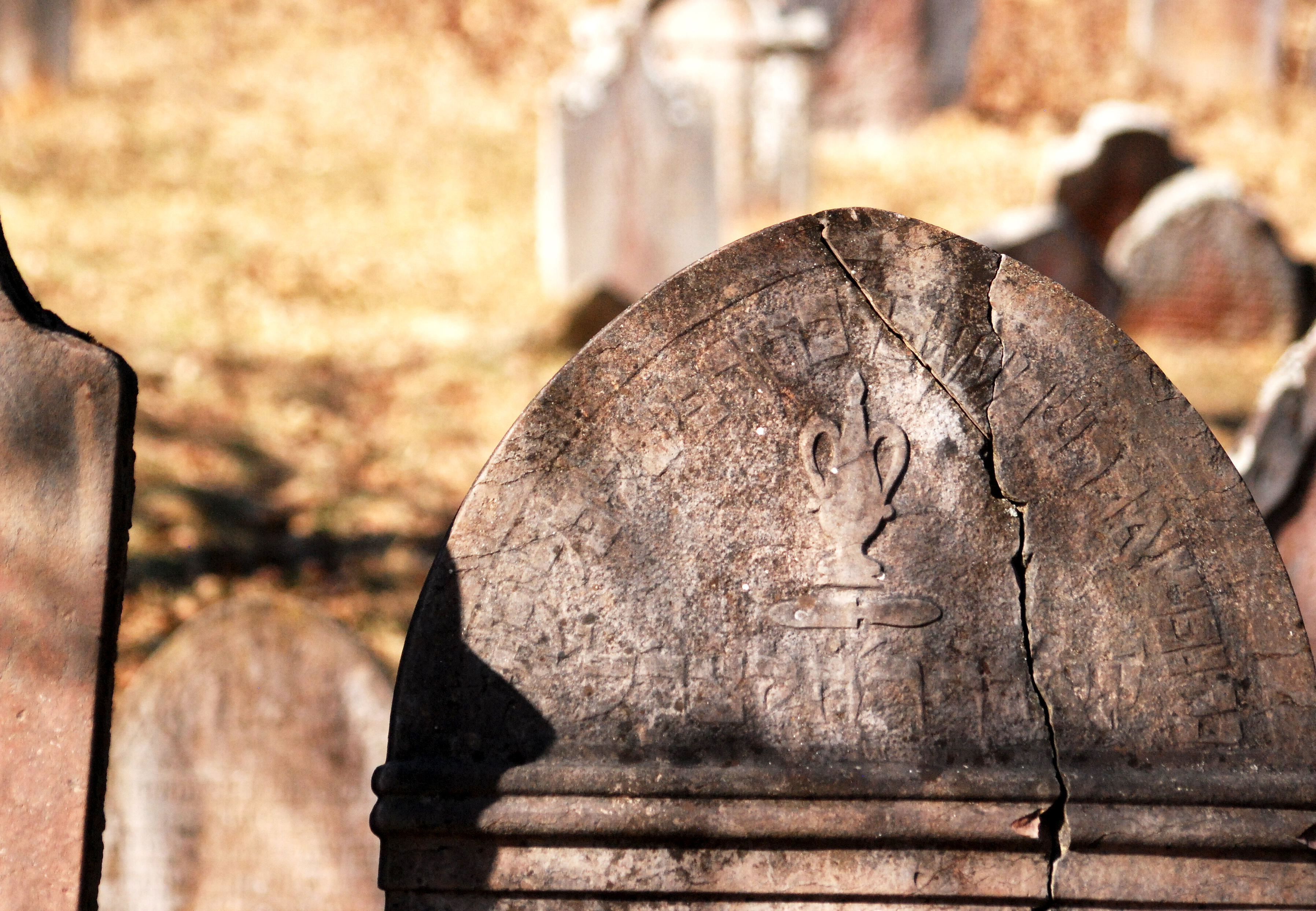
Levitenkanne
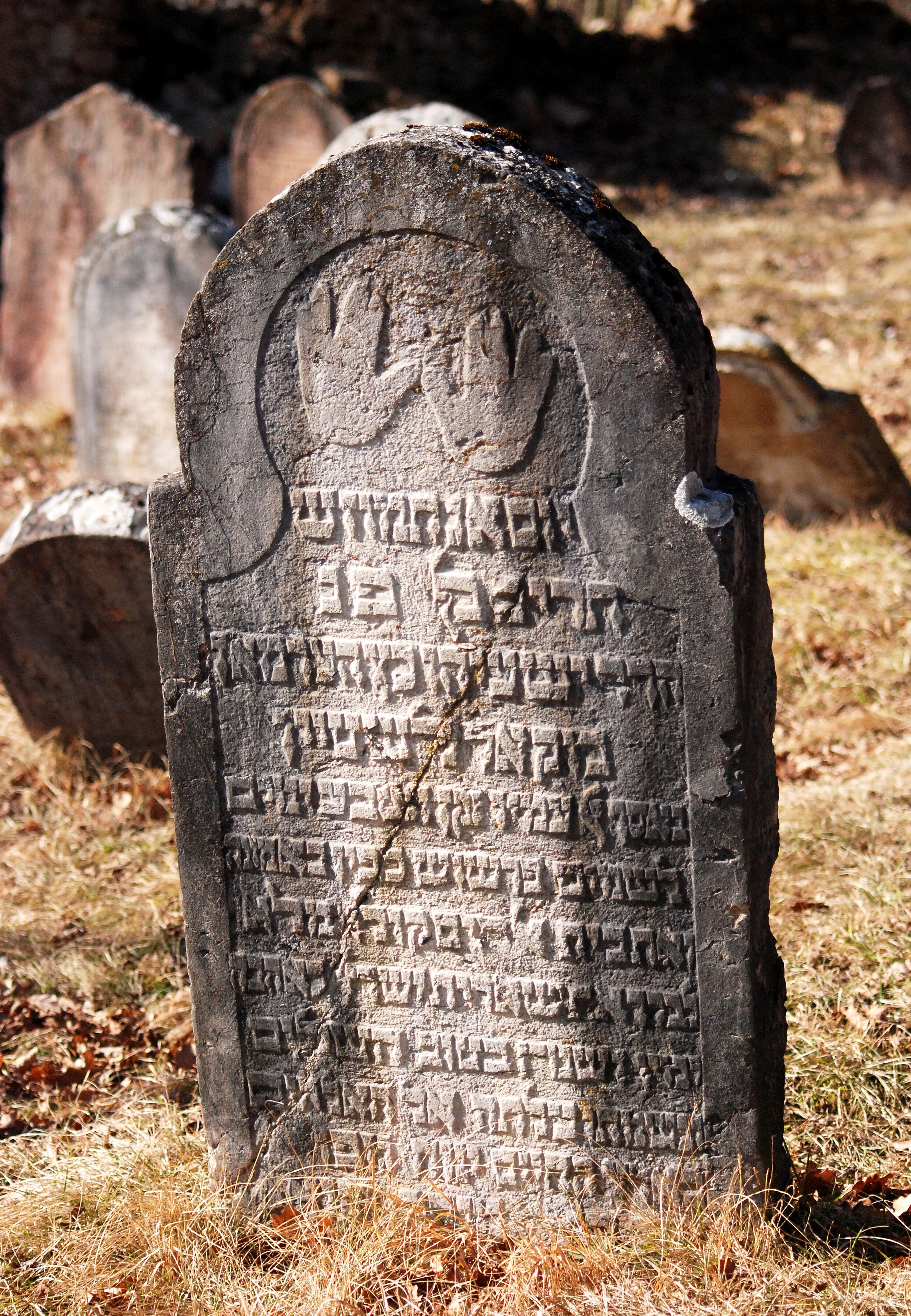
Segnende Priesterhände